# 侍講學士
侍講學士，中國在明、清二朝中央政府官職之一，在明朝品等為从五品，清朝变为從四品。該官職主要配置於內閣或翰林院，轄下有典簿，侍詔等。主要任務為文史修撰，編修與檢討。1910年代，清朝滅亡後，該官職廢除。